# Стаффорд, Ральф, 1-й граф Стаффорд
Ральф де Стаффорд (англ. Ralph de Stafford; 24 сентября 1301 — 31 августа 1372) — английский аристократ, военачальник, флотоводец и дипломат, 2-й барон Стаффорд с 1308 года, 2-й барон Одли (по праву жены) в 1336 году, 1-й граф Стаффорд с 1351 года, английский военачальник во время Столетней войны, один из рыцарей-основателей ордена Подвязки в 1348 году, старший сын Эдмунда Стаффорда, 1-го барона Стаффорда, и Маргарет Бассет.
Ральф рано лишился отца, его мать вышла замуж во второй раз. Началом карьеры он был обязан брату своей матери, Ральфу Бассету, барону Бассету из Дрейтона. В 1327 году Ральф стал рыцарем-баннеретом, его дальнейшее продвижение было связано с участием в заговоре против Роджера Мортимера, любовника матери Эдуарда III. После успеха заговора юный король взял бразды правления в свои руки, а Стаффорд стал личным другом Эдуарда III и пользовался большой благосклонностью. Его собственные родовые владения приносили не очень большой доход, но удачный второй брак с богатой наследницей Маргарет де Одли, которую он фактически выкрал, принёс Ральфу контроль над богатыми владениями, простиравшимися от Норфолка до Уилтшира, а также земли в Уэльсе и Ирландии.
В 1330-х годах Ральф принимал участие в нескольких походах в Шотландию, а после начала Столетней войны с Францией участвовал в нескольких экспедициях и битвах, во время которых проявил себя не только как хороший полководец и флотоводец, но и как дипломат. В 1346 году он принимал участие в битве при Креси и осаде Кале, вёл переговоры о заключении перемирия с Францией после взятия Кале в 1347 году. При дворе он в 1341—1345 годах занимал должность сенешаля королевского двора, позже был сенешалем Гаскони (в 1345—1347 годах). В 1348 году Ральф стал одним из 26 рыцарей-основателей учреждённого Эдуардом III ордена Подвязки, а в 1351 году получил титул графа Стаффорда. Смерть тестя в 1347 году принесла ему новые владения. Кроме того, его казна пополнялась доходами от добычи и выкупов из Франции, и он сильно разбогател. В 1351—1355 годах Ральф был королевским лейтенантом Гаскони.
Ральф дожил до преклонного возраста. Его старший сын Ральф Младший, которого он женил на дочери своего друга Генри Гросмонта, графа Ланкастера, рано умер бездетным, после чего семья лишилась надежд получить половину одного из величайших наследств в Англии. Все владения и титулы унаследовал второй из сыновей, Хьюго де Стаффорд.

## Происхождение
Ральф происходил из англо-нормандского рода Стаффордов. Его основателем был живший в первой половине XII века Бэгот, арендатор в Стаффордшире, внук которого, Эрве Бэгот, женился на дочери Роберта II де Стаффорда, феодального барона Стаффорда, происходившего из боковой ветви рода Тосни. В итоге потомки Эрве после угасания первого дома Стаффордов унаследовали его родовые владения, входившие в состав феодальной баронии Стаффорд, а также приняли родовое прозвание «де Стаффорд».
Отцом Ральфа был Эдмунд де Стаффорд, обладавший значительным влиянием в Уэст-Мидлендсе. Бо́льшая часть его поместий находилась в Стаффордшире и Уорикшире; кроме того, у него было несколько поместий в Оксфордшире и Линкольншире. Годовой доход от этих владений составлял около 200 фунтов, что было недостаточно для поддержания статуса высокопоставленного английского барона. Однако Эдмунд отличился в войнах с Шотландией, которые вёл английский король Эдуард I, и в 1299 году получил вызов в английский парламент в качестве 1-го барона Стаффорда. Эдмунд женился на Маргарет Бассет, дочери Ральфа Бассета, 1-го барона Бассета из Дрейтона. Ральф был старшим из сыновей, родившихся в этом браке.

## Ранняя биография
Ральф родился 24 сентября 1301 года, вероятно, в родовом замке Стаффорд. В семилетнем возрасте он лишился отца. Мать Ральфа, Маргарет Бассет, после смерти мужа вышла замуж за Томаса де Пайпа и с детьми перебралась в центральную Англию. Ральф рос в окружении родственников матери. Достигнув совершеннолетия, юный барон не позднее декабря 1323 года вступил во владения своими родовыми поместьями. Первый известный опыт на королевской службе Ральф получил в 1325 году, когда вместе с отчимом оказался в свите брата матери, Ральфа Бассета, 2-го барона Бассета из Дрейтона. Но вскоре он стал более самостоятельным. 20 января 1327 года Ральф получил статус рыцаря-баннерета и в этом статусе через год участвовал в войне против Шотландии.
В 1330 году был составлен заговор с целью освобождения юного короля Эдуарда III из-под контроля фактического правителя Англии в этот период Роджера Мортимера, любовника его матери, Изабеллы Французской. В заговоре принял участие и Ральф, присоединившись Уильяму Монтегю. Последний, предположительно, и уговорил короля Эдуарда III выступить против своей матери и Мортимера, упредив возможное смещение самого Эдуарда. 19 октября 1330 года Изабелла и Мортимер были взяты под стражу, а король смог получить в свои руки бразды правления. Мортимер был казнён через две недели, а Изабелла до своей смерти оставалась в заключении. Благодаря участию в заговоре Ральф получил огромную благодарность от короля, что положило начало их дружбе.
К лету 1332 году Ральф получил назначение на должность одного из хранителей мира в Стаффордшире и был отправлен на шотландскую границу вместе с Хью Одли, графом Глостером. В августе того же года он принял участие в походе в Шотландию в составе армии Эдуарда Баллиола, претендовавшего на шотландскую корону. Во время этой военной компании Ральф сражался в победной битве при Дапплин-Муре, командуя лучниками, которые смогли противостоять смертоносному натиску шотландских копейщиков. В 1334—1336 годах он принял участие ещё в трёх военных кампаниях в Шотландии.

## Второй брак
Первой женой Ральфа была Кэтрин Хастанг, дочь сэра Джона Хастанга из Чебси (Стаффордшир). Она умерла не позже 1336 года, что позволило Стаффорду заключить гораздо более выгодный брак, который лучше соответствовал его амбициям. Новой избранницей стала Маргарет де Одли, дочь соратника Стаффорда, Хью Одли, графа Глостера, от брака с Маргарет де Клер, одной из трёх сестёр погибшего в 1314 году Гилберта де Клера, 8-го графа Глостера. От матери вторая жена Ральфа унаследовала треть обширных земель Клеров; в состав наследства входили владения в Англии, простиравшиеся от Норфолка до Уилтшира, а также Ньюпорт в Уэльсе и поместья в графстве Килкенни в Ирландии. Они приносили Маргарет де Одли не менее 2341 фунтов годового дохода, что более чем в 10 раз превышало сумму, которую Ральф получал от родовых владений.
Чтобы жениться на Маргарет, Ральф похитил её, лично возглавив вооружённый налёт на дом Одли в Такстеде. Её отец Хью Одли начал против зятя судебное разбирательство, но ничего не добился. Современные исследователи полагают, что брак мог быть заключён с ведома Эдуарда III, поскольку Стаффорд продолжал пользоваться королевской благосклонностью. Возможно, король вмешался, чтобы защитить Ральфа от гнева Одли. Несколько месяцев спустя Ральф получил вызов в английский парламент с титулом барона Стаффорда, под которым вызывался и его отец. В любом случае, вскоре Одли примирился с зятем, и они вместе участвовали в походах в Шотландию, а во время экспедиции в октябре 1336 года Ральфа сопровождала и жена. К 1343 году Одли передал Ральфу всё имущество жены.

## Служба во Франции
Ральф принимал активное участие в Столетней войне против Франции. В 1338—1340 годах он сопровождал Эдуарда во время военной кампании во Фландрии. О его участии в конкретных событиях трудно говорить, поскольку Жан Фруассар в своей «Хронике» часто путает Ральфа с его младшим братом, сэром Ричардом Стаффордом. Точно известно, что 24 июня Ральф принимал участие в победной морской битве при Слёйсе.
30 ноября 1340 года Ральф вернулся вместе с Эдуардом III, у которого закончились деньги, в Англию, где принял активное участие в драматичном противостоянии короля с королевскими министрами. Самым заметным из них был архиепископ Кентерберийский Джон де Стрэтфорд, который удалился в Кентербери. Стаффорда дважды посылали к архиепископу, чтобы призвать его предстать перед королём, но тот настаивал, что желает защищать себя перед парламентом. Тем временем Эдуард III начал проводить чистки среди королевского двора: на руководящие должности были поставлены военные с небольшим опытом управления. Одним из новых назначенцев стал Ральф, который 6 января 1341 года стал сенешалем королевского двора. Такое развитие событий возмутило многих представителей знати. Когда Стаффорд и двое других недавно назначенных чиновников 23 апреля попытались помешать архиепископу присутствовать на заседании парламента, граф Суррей выразил протест против изменения установленного порядка. По словам «Лондонской хроники», он заявил, что таким «слугам» нет места в палате лордов, после чего Стаффорд и его компаньоны якобы покинули парламент со стыдом. Каким бы униженным Ральф себя не чувствовал, он отказался приносить присягу, которую требовали от него и других королевских фаворитов. За проявленную лояльность Эдуард III вознаградил Стаффорда, предоставив ему торговые привилегии в Уорикшире и Стаффордшире.
Тем временем арена военных действий переместилась в Бретань, в которой шла война за Бретонское наследство. В августе 1342 года Стаффорд прибыл туда с личным отрядом из 150 человек. Там он под командованием Уильяма де Богуна, графа Нортгемптона, помог освободить порт Брест, а 30 сентября нанёс сокрушительное поражение французам, которые были посланы, чтобы снять осаду с Морле. Но позже, когда прибыл сам Эдуард III, удача отвернулась от Ральфа: во время осады Ванна он попал в плен, а многие его люди были убиты. Вскоре его обменяли на Оливье де Клиссона. В январе 1343 года Стаффорд был одним из английских лордов, которые участвовали в переговорах в Малеструа, закончившиеся подписанием перемирия.
Зная о дипломатических талантах Ральфа, король 20 мая 1343 года отправил его с посольством к папе римскому Клименту VI, где тот защищал претензии Эдуарда III на французский трон. Летом Стаффорд отправился с посольством во Фландрию, а затем участвовал в миссии по укреплению связей Англии с германскими князьями. В том же году Ральф участвовал в экспедиции Генри Гросмонта, графа Дерби, в Шотландию для освобождения замка Лохмабен, но осада была снята ещё до его прибытия. В апреле 1344 года Ральф с отрядом более чем в двести человек ненадолго отправился в Гасконь. Вернувшись в Англию в том же году, он провёл некоторое время в своих поместьях, выполняя ряд королевских поручений в Уэст-Мидлендсе. Дома он принял участие минимум в двух рыцарских турнирах. Один из них состоялся в ноябре в честь свадьбы его старшего сына, Ральфа Младшего, на Мод, одной из юных дочерей Генри Гросмонта. Вскоре Стаффорд вновь вернулся к службе во Франции. 29 марта 1345 года Ральф оставил должность сенешаля королевского двора, будучи назначенным сенешалем Гаскони; эту должность он занимал больше года.
После пасхи Стаффорд погрузился на 14 кораблей в Бристоле и отправился в Бордо. 1 июля он присоединился к Генри Гросмонту, действуя как один из его маршалов. С августа по октябрь он участвовал в военной кампании в Гаскони. Ральф сначала руководил морским десантом во время взятия Бержерака, затем командовал гарнизоном в Либурне, а также 21 октября вместе с Уолтером Мэнни возглавлял армию в битве при Обероше. В Гасконской кампании принимал участие и брат Ральфа, сэр Ричард Стаффорд.

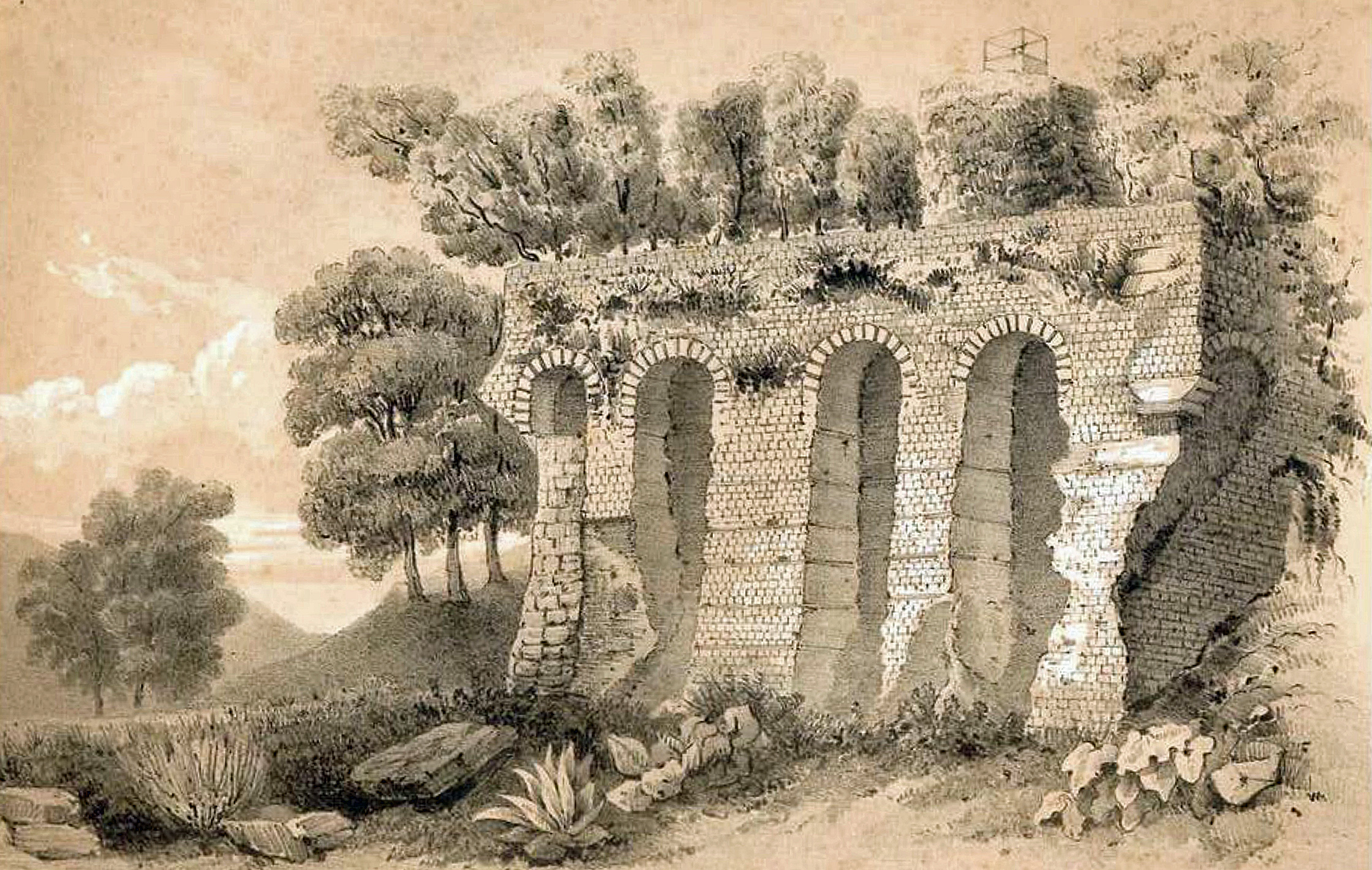
Заброшенный участок стен Эгийона. 1855 год

В марте 1346 года Ральф изъявил желание оставить пост сенешаля Гаскони. В ответ король просил Генри Гросмонта уговорить лорда Стаффорда продолжить исполнение своих обязанностей. В начале лета 1346 года Жан, герцог Нормандский (будущий король Франции Иоанн II Добрый) осадил Эгийон в Гаскони. Стаффорд энергично руководил обороной города, отремонтировал укрепления. В одном месте, где город был открыт, он создал барьер из винных бочек, заполненных камнями. При этом Фруассар отводит главную роль в обороне города сэру Уолтеру Мэнни; возможно, Ральф сумел бежать из города ещё до того, как осада 20 августа была снята. Известно, что в июле он отплыл с армией из Англии в Нормандию, где сразу после высадки осуществил успешный рейд на порт Барфлёра. В дальнейшем он вместе с братом Ричардом участвовал в военной кампании Эдуарда III и битве при Креси 26 августа. Во время этой битвы он сражался в составе отряда, которым командовал сам король.
Хотя в октябре 1346 года Ральф был вновь назначен сенешалем Гаскони, вскоре он вновь присоединился к Эдуарду III, армия которого разместилась за пределами Кале, готовясь к затяжной осаде города. В начале 1347 года Стаффорд отправился в Англию по «секретным вопросам, касающимся короля». Вероятно, его целью было принятие участия в заседании Большого совета в Вестминстере, на котором решался вопрос сбора средств на военные нужды. В феврале 1347 года он был послан Эдуардом III в Шотландию для участия в суде над графами Ментейта и Файфа. К весне Ральф вернулся к королевской армии, продолжавшей осаждать Кале. В этот период он был одним из флотоводцев, который грабил французский флот снабжения, доставлявший продовольствие в город. Ему удалось захватить много кораблей, причём достижения на море были почти столь же многичисленны, как и на суше. В качестве королевского маршала в августе 1347 год Ральф вместе Томасом де Бошаном, графом Уориком, получил ключи от города после его сдачи и был вознаграждён там городской собственностью. 28 сентября он принимал участие в переговорах о перемирии с Францией.

## Награды за службу

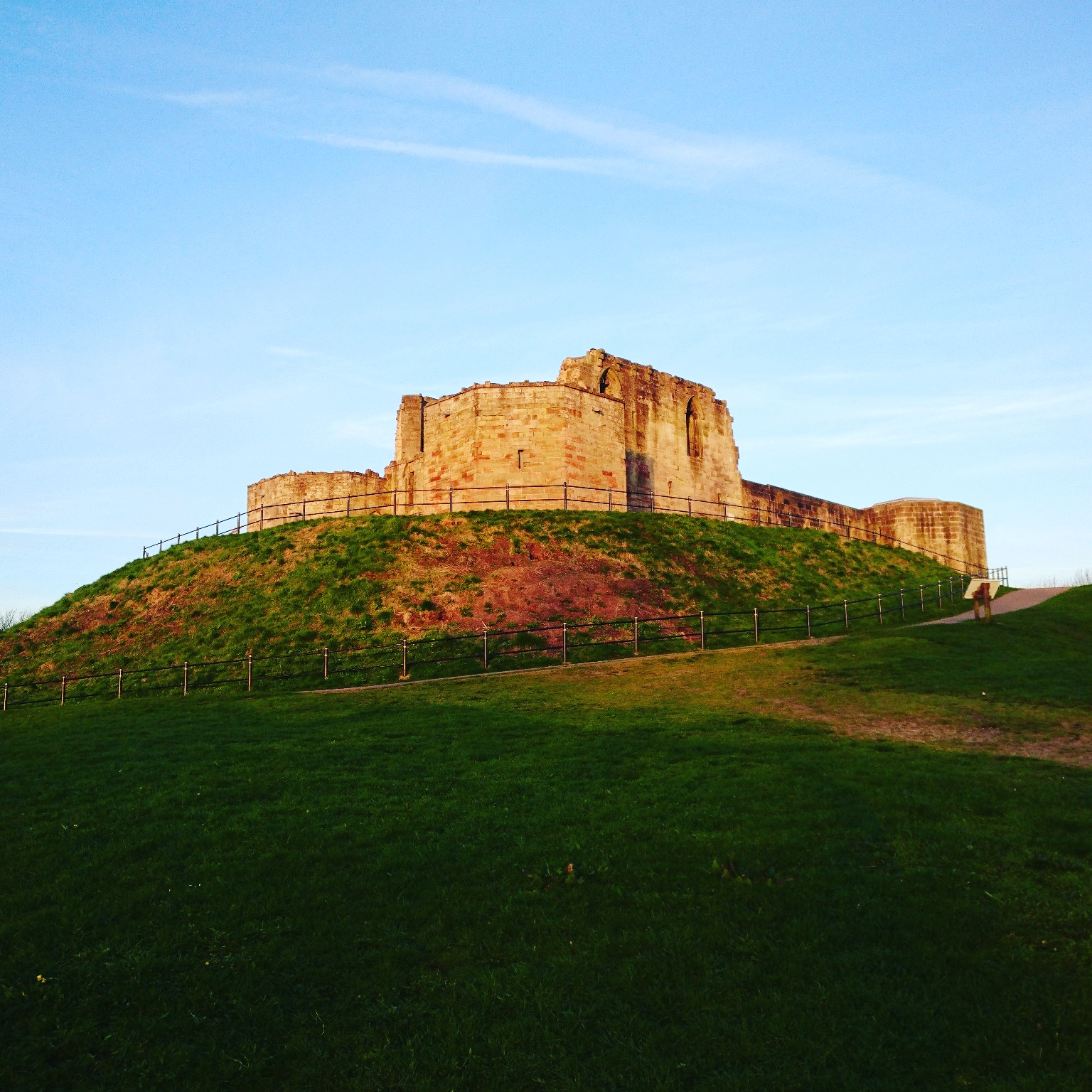
Руины каменного замка Стаффорд

Благодаря успехам в войне Ральф продолжал пользоваться благосклонностью Эдуарда III. В ноябре 1347 года король разрешил ему вместе с женой вступить во владение поместьями умершего тестя, Хью де Одли, без предварительного принесения оммажа. Незадолго до этого Стаффорд унаследовал ещё и треть баронии Каус с ежегодным доходом около 265 фунтов. Эти земли он получил через свою бабушку, Алису Корбе. Владения в Шропшире с центром в замке Каус значительно укрепили положение Ральфа в Валлийских марках и предоставили ему ещё одно место для вербовки личной свиты. Кроме того, казна Стаффорда пополнялась доходами от добычи и выкупов из Франции. В результате Ральф стал очень богатым человеком. Но в этом же году умер его старший сын, что стало большим ударом по растущим династическим амбициям Стаффорда, лишив семью надежд на половину одного из величайших наследств в Англии.
Как землевладелец Ральф пользовался огромным авторитетом. Для упрочнения своей власти он получил в феврале 1348 году королевское позволение укрепить резиденции в Стаффорде и Медли (Стаффордшир). Его предкам запрещалось строить укреплённый замок в Стаффорде, поэтому подобное разрешение было исключительным знаком доверия к Ральфу. Судя по всему, он заранее рассчитывал на подобное дозволение и за несколько недель до того заключил контракт на строительство с местным каменщиком. Ещё одним знаком признания заслуг Стаффорда в качестве одного из лучших полководцев прошедшей военной кампании во Франции стало включение его в состав 26 рыцарей-основателей ордена Подвязки, учреждённого Эдуардом III в апреле 1348 года. Список включал группу воинов, отличавшихся воинской доблестью и личной привязанностью к королю. Одним из них был Томас Бошан, граф Уорик, с дочерью которого Ральф вскоре обручил своего старшего из выживших сыновей, Хьюго.

## Дальнейшая карьера

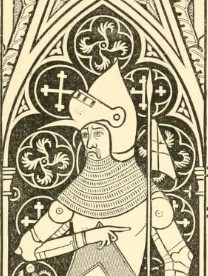
Изображение Ральфа Стаффорда в качестве одного из 8 скорбящих на надгробье сэра Хью I Гастинса в церкви Святой Марии в Эльсинге (Норфолк)

Несмотря на возраст, который приближался к пятидесяти годам, Ральф продолжал служить королю. В сентябре 1348 года он заключил с Эдуардом III контракт на пожизненную службу с отрядом из 60 латников. Взамен он получил ежегодную ренту в 600 фунтов, обеспеченную доходами от таможен Лондона и Бостона. Кроме того, ему было выплачено 570 фунтов на зарубежные расходы. Месяц спустя Ральф отправился вместе с королём в Кале для проведения дальнейших переговоров с французами. Хотя перемирие с Францией продолжалось, часть 1349 года он провёл на боевой службе в Гаскони. Будучи опытным флотоводцем, Стаффорд должен был защищать английские суда от нападений кастильцев, флот которых 29 августа 1350 года потерпел поражение около Уинчелси. В октябре он участвовал в мирных переговорах с шотландцами в Йорке.
Чтобы отметить юбилейный 1350/51 год, Эдуард III учредил ряд новых титулов, которые пожаловал своим лучшим военачальникам. 5 марта 1351 года для Ральфа был учреждён титул графа Стаффорда с ежегодной рентой в тысячу марок взамен поместья аналогичной стоимости. 6 марта новый граф сменил Генри Гросмонта, получившего титул герцога Ланкастера, на должности королевского лейтенанта Гаскони. В марте 1352 года Ральф обязался служить с набранными в его владениях людьми численностью в 200 человек, а в марте 1352 года по распоряжению короля отряд был удвоен, к нему должны были направить дополнительные подкрепления. Военные кампании, которые Стаффорд проводил в Гаскони, оказались достаточно прибыльными. Так, он разбил французскую армию под Аженом, захватив несколько пленников для последующего выкупа. Среди них был знаменитый французский капитан Жан ле Менгр, сеньор Бусико, за пленение которого Ральфу в казначействе выплатили тысячу фунтов. Хотя Стаффорд имел репутацию прославленного полководца, он не мог сравниться с графом Арманьяком, агрессивная политика которого вынудила англичан пересмотреть свою стратегию. В итоге в 1355 году для укрепления английской обороны лейтенантом Гаскони был назначен старший сын Эдуарда III — принц Уэльский Эдуард (Чёрный принц).
Летом 1353 года Ральф предоставил принцу Уэльскому, опасавшемуся открытого восстания, вооружённую охрану, когда тот сопровождал окружных судей в свои поместья в Честере, население которых славилось своей непокорностью. После непродолжительного пребывания в Гаскони в 1354 году Стаффорд приготовился присоединиться к экспедиции в поддержку короля Наварры Карла II Злого (ещё одного претендента на французский трон), которую организовывал его старый друг Генри Гросмонт, герцог Ланкастер. Однако экспедиция так и не состоялась, поскольку король Наварры заключил договор с королём Франции. В итоге Ральф присоединился к Эдуарду III, приняв участие в его экспедиции в северной Франции, после которой вернулся в Англию. Позже Стаффорд командовал королевской армией во время шотландской компании, продолжавшейся до весны 1356 года.

## Последние годы
Несмотря на преклонный по средневековым меркам возраст, Стаффорд явно обладал хорошим физическим здоровьем. В октябре 1359 года он вновь принял участие в королевской экспедиции во Франции. Известно, что когда 26 ноября их штаб у Соммы в окрестностях Реймса подвергся нападению, Ральф убил одного нападавшего, вывел из строя другого и захватил в плен их командира. Военная кампания закончилась в мае 1360 года заключением мира в Бретиньи. Стаффорд участвовал в переговорах по выработке его условий, а в октябре присутствовал в Кале во время официальной ратификации договора.
В 1361 году Ральф сопровождал Лайонела Антверпа, одного из сыновей Эдуарда III, в Ирландию, чтобы попытаться восстановить там английское господство. У Стаффорда уже были личные связи с Ирландией, поскольку в 1350 году он выдал замуж дочь Беатрис за ирландского аристократа Мориса Фицджеральда, будущего графа Десмонда, выделив молодой паре в аренду свои владения в Килкенни. После смерти Мориса в июне 1358 года, не оставившего детей, Эдуард III передал Ральфу опеку над всеми поместьями умершего графа, которые не принадлежали Беатрис в качестве приданого. Опека продолжалась год, после чего во владение поместьями вступил наследник. Сама Беатрис к тому моменту вышла замуж повторно — за Томаса де Роса, барона Роса из Хелмсли, одного из соратников отца, который служил с ним во Франции. Хотя хронист Жан Фруассар сообщает, что в 1369 году Ральф вновь посетил Францию, однако, по мнению Кэрол Роклифф, в это время он был слишком стар и слаб, чтобы предпринять такое путешествие. В том же году граф Уорик, бывший соратник Стаффорда, назначил его душеприказчиком.
Ральф умер 31 августа 1372 года в своём замке Тонбридж (Кент). Его тело было захоронено в церкви близлежащего Тонбриджского августинского монастыря рядом со второй женой и её родителями. Наследовал ему старший из выживших сыновей, Хьюго де Стаффорд.
Ральф был благотворителем монастыря Стон (Стаффордшир) — здесь были захоронены многие его предки, а также находился центр культа святого Вульфхада, приверженцем которого был граф. Кроме того, он около 1334 года основал в Стаффорде религиозный дом для монахов-августинцев, в котором должны были возноситься молитвы за души первой жены и её родственников, а также за короля. Незадолго до смерти граф основал часовню в монастыре Колд Нортон (Оксфордшир) для молитв за свою душу и душу своей второй жены, огромное богатство которой сделало возможным такое великодушие. Согласно посмертному расследованию, проведённому в поместьях Ральфа после его смерти, ежегодный доход от них составлял 1432 фунта, хотя, по мнению К. Роклифф, реальный доход графа после 1351 года превышал эту сумму вдвое.

## Брак и дети
1-я жена: с 1326/1327 Кэтрин Хастанг (около 1305 — до 6 июля 1336), дочь сэра Джона Хастанга из Чебси. Дети:
- Маргарет Стаффорд; муж: сэр Джон Стаффорд из Уикхема (умер в 1370)[10].

2-я жена: ранее 6 июля 1336 Маргарет Одли (умерла после 28 января 1348), баронесса Одли, дочь Хью де Одли, барона Одли и графа Глостер, и Маргарет де Клер. Дети:
- Ральф де Стаффорд (умер в 1347)[1][4].
- Беатрис Стаффорд (умерла 13/14 апреля 1415); 1-й муж: с 1350 Морис Фицджеральд[англ.] (31 июля 1336—1358), 2-й граф Десмонд с 1356 года; 2-й муж: с 1 января 1359 Томас де Рос (13 января 1335/1336 — 8 июня 1384), 4-й барон Рос из Хелмсли; 3-й муж: ранее 20 августа 1385 сэр Ричард де Бёрли (умер 23 мая 1387)[1][4].
- Хьюго де Стаффорд (умер 16 октября 1386), 3-й барон Стаффорд и 2-й граф Стаффорд с 1372, 3-й барон Одли с ок. 1358[1][4].
- Джоан Стаффорд (около 1343 — до 1397); 1-й муж: Джон Черлтон (1334 — 13 июля 1374), 3-й барон Черлтон, 4-й барон Черлтон из Повиса; 2-й муж: ранее 16 ноября 1379 Гилберт Толбот (около 1332 — 24 апреля 1387), 3-й барон Толбот[4].
- Элизабет Стаффорд (умерла 7 августа 1375); 1-й муж: Фульк Ле Стрейндж (1330/1331 — 30 августа 1349), 3-й барон Стрейндж из Блэкмера; 2-й муж: Джон Феррерс (около 10 августа 1331 — 3 апреля 1367), 4-й барон Феррерс из Четерли с 1350; 3-й муж: Реджинальд де Кобем (1348 — 6 июля 1403), 2-й барон Кобем из Стерборо с 1361[1][4].
- Кэтрин Стаффорд (16 сентября 1348 — до 25 декабря 1361); муж: с 25 декабря 1357 Джон де Саттон (1329—1369/1370)[10].
- Джон Стаффорд[10].
- Агнес Стаффорд; муж: Джон Керей[10].